# Zatavua zanahary
Zatavua zanahary là một loài nhện trong họ Pholcidae. Loài này được phát hiện ở Madagascar.